# 13679 Shinanogawa
13679 Shinanogawa este un asteroid din centura principală de asteroizi.

## Descriere
13679 Shinanogawa este un asteroid din centura principală de asteroizi. A fost descoperit pe 29 iulie 1997 la Nanyo de Tomimaru Okuni. Asteroidul prezintă o orbită caracterizată de o semiaxă mare de 2,57 ua, o excentricitate de 0,09 și o înclinație de 14,8° în raport cu ecliptica.